# Мемфис Мэд Догс
Мемфис Мэд Догс (англ. Memphis Mad Dogs) — профессиональная команда, играющая в канадский футбол, выступавшая в Канадской футбольной лиге в сезоне 1995 года. «Мэд Догс» стали частью неудачной попытки КФЛ по расширению в США. Среди владельцев клуба был Фрэд Смит, основатель FedEx.

## История
До создания «Мэд Догс», Фрэд Смит был частью группы инвесторов, которые в 1993 году пытались заполучить клуб Национальной футбольной лиги в Мемфисе. «Мемфис Хаунд Догс» были одной из пяти команд, которые рассматривались на включение в лигу, однако руководство НФЛ отдало предпочтение «Каролине Пантерз» и «Джексонвиль Джагуарс». После неудачи, Смит предложил создать новую лигу, но позже решил провести переговоры с КФЛ. Руководство лиги было впечатлено предложением Смита и даже подумывало о продаже ему «Гамильтон Тайгер-Кэтс» или «Калгари Стампидерс». Однако после того, как эти команды решили свои финансовые проблемы, КФЛ решило провести расширение лиги и создать в 1995 году новую команду в Мемфисе. Новая команда получила название «Мэд Догс».

### После «Мэд Догс»
После Мэд Догс в городе существовало еще несколько профессиональных футбольных команд. Одной из самых известных была «Теннесси Ойлерс» в сезоне 1997 года. Планировалось, что «Ойлерс» сыграют два полных сезона в Мемфисе, где был единственный в штате стадион, способный принять игры НФЛ, перед переездом в Нашвилл. В случае успеха, Мемфис мог рассчитывать на команду в будущем расширении лиги. Однако, как и у «Мэд Догс», посещаемость игры в Мемфисе была очень низкой. Из-за плохой поддержки команды владельцем, часто на игры «Ойлерс» приходило больше болельщиков гостевой команды, чем своих.
Клуб «Мемфис Фараонс» из Футбольной лиги в закрытых помещениях выступал в Мемфисе в 1995 и 1996 годах. В 2001 году в городе играли «Мемфис Мэниакс» из XFL и «Мемфис Иксплорерс» из AF2. В 2001 году в город переехал баскетбольный клуб «Ванкувер Гриззлис», который в настоящее время выступает под именем «Мемфис Гриззлис».